# John Williams (componist)
John Towner Williams (New York, 8 februari 1932) is een Amerikaans componist van filmmuziek. Hij is een van de bekendste naoorlogse filmcomponisten. Tevens wordt hij verantwoordelijk geacht voor de heropleving van de klassieke filmmuziek. Hij was tevens dirigent van het Boston Pops Orchestra.
Bekende films waar hij de muziek voor schreef zijn: Star Wars, Superman, Indiana Jones, Jaws, Jurassic Park, E.T. the Extra-Terrestrial, Schindler's List, Home Alone en de Harry Potter-films.
Williams werd 54 maal genomineerd voor een Oscar (49 maal voor beste filmmuziek en 5 maal voor beste filmsong), waarvan hij er uiteindelijk vijf won (5 maal beste filmmuziek) (stand 2018).

## Biografie
Williams is de oudste zoon uit het gezin van Esther en Johnny Williams. Zijn vader, een jazzdrummer, was een van de oorspronkelijke leden van het Raymond Scott Quintet en was later percussionist in het CBS Radio Orchestra en in het NBC's Your Hit Parade. Muziek speelde dus al van jongs af aan een belangrijke rol in het leven van John, zijn broers Jerry en Don, en zijn zus Joan. Vanaf zijn zevende jaar leerde hij al piano spelen; later ook trombone, trompet en klarinet.
In 1948 verhuisde het gezin naar Los Angeles, waar zijn vader freelancer was bij vele filmstudio-orkesten. Nadat Williams in 1950 afgestudeerd was aan de North Hollywood High School, waar hij muziekstukjes arrangeerde en componeerde voor het schoolorkest, volgde hij cursussen piano en compositie aan de UCLA en privélessen bij pianist-arrangeur Bobby van Eps. Het stond al vast dat hij als oudste zoon uit het gezin dezelfde weg als zijn vader zou inslaan en muzikant zou worden. Williams koos voor zijn favoriete instrument en werd pianist. Hij componeerde zijn eerste serieuze werk, een pianosonate, als negentienjarige student. In de jaren vijftig en zestig speelde hij de pianopartij op diverse opnames van film- en televisiemuziek van onder andere de componisten Jerry Goldsmith, Henry Mancini en Elmer Bernstein.
Nadat hij in 1951 werd opgeroepen voor militaire dienst, ging hij voor drie jaar naar de United States Air Force, waar hij voor het luchtmachtorkest dirigeerde en arrangeerde.

### Opleiding
Na zijn ontslag in 1954 keerde hij voor studies terug naar New York en bracht hij een jaar door aan de befaamde Juilliard School als pianostudent bij Rosina Lhevinne. Om aan de kost te komen, werkte hij 's avonds als pianist in jazzclubs. Na dat jaar keerde hij terug naar zijn familie in Los Angeles.
In 1957 werd hij in dienst genomen door Columbia Pictures, een van de grote filmmaatschappijen. Hij werkte hier onder de leiding van dirigent Morris Stoloff in Stoloffs Pictures Orchestra, waar zijn vader tevens lid van was. Ondertussen was hij ook nog begeleider van zanger Vic Damone.

### Vroege werk
Met de muziek voor de tv-film Because They're Young zette hij zijn eerste stappen in televisie- en filmland. Hij werd gevraagd voor allerhande tv-shows, en hoewel hij aanvankelijk van plan was geweest pianist te worden, koos Williams er, aangemoedigd door familie en vrienden, voor zijn brood te verdienen met het componeren voor televisie. Hij verzorgde de muziek voor afleveringen van drama's zoals Mod Squad, westerns zoals Wagon Train en bekende komische series als Gilligan's Island en Bachelor Father. Maar met de serie Checkmate in 1960 begon Williams echt van zich te laten horen; het was zijn eerste filmmuziek die commercieel bedoeld was.
In 1963 schreef hij voor het eerst muziek voor een bioscoopfilm: Diamond Head. Daarna werkte hij mee aan de serie Kraft Suspense Theater.
Begin jaren zestig bewees hij een talentvol componist te zijn en verzorgde melodrama's (The Secret Ways), westerns (The Rare Breed), thrillers (Daddy's Gone-A Hunting), oorlogsfilms (None but the Brave), maar meestal komedies zoals Bachelor Flat, Gidget Goes to Rome, John Goldfarb Please Come Home, How to Steal a Million en de Dick van Dyke-film Fitzwilly. Hij werd ook gehuurd door Irwin Allen om tv-series te voorzien van muziek, zoals Lost in Space, Time Tunnel en Valley of the Giants.
In 1968 componeerde hij als eerbetoon aan Aaron Copland, een pionier in de Amerikaanse muziek én goede vriend van Williams, de score voor The Reivers. Terwijl hij filmmuziek bleef afleveren, ontstond een goede band tussen Williams en Copland met als resultaat filmmuziek voor diverse rampenfilms, zoals The Poseidon Adventure (1972), The Towering Inferno (1974) en Earthquake (1974). Verder schreef hij in de jaren zeventig nog onder andere voor de John Wayne-film The Cowboys (1972), voor Robert Altmans Images (1972), verder nog onder andere The Paper Chase (1973), The Long Goodbye (1973), Cinderella Liberty (1973) en Conrack (1974).

### Begin samenwerking met Steven Spielberg
In 1974 werd John Williams benaderd door de nog jonge regisseur Steven Spielberg, die, naar aanleiding van de muziek voor The Reivers, aan Williams vroeg of deze zijn debuutfilm The Sugarland Express van muziek wilde voorzien. Williams stemde toe. Dit was het begin van een lange samenwerking; een van de langste in de geschiedenis van de film. Williams heeft sindsdien alle films van Spielberg van muziek voorzien, behalve The Color Purple en Bridge of Spies. Wegens zijn muziek voor Jaws (1975) werd Williams meteen tot de beste van alle filmcomponisten bestempeld.
Onmiddellijk na Jaws componeerde hij de muziek voor The Eiger Sanction (1975), Midway (1976), The Missouri Breaks, Family Plot, Black Sunday (1977) en vele andere.

### De grote doorbraak
Toen George Lucas in 1977 iemand zocht voor de muziek van zijn film Star Wars, raadde Spielberg hem Williams aan. De muziek voor de film is de geschiedenis ingegaan als een van de belangrijkste symfonische oeuvres uit de 20e eeuw, waardoor Williams pas echt bekend werd. Hij werd bekroond met onder andere een Oscar voor beste muziek (zijn derde) en drie Grammy Awards. De filmmuziek van Star Wars werd het onderwerp van vele opnames en concerten over de hele wereld. Toen het Oregon Orchestra in januari 1978 een Star Wars-concert uitvoerde in het Portland Colisseum werd dit bijgewoond door 12.000 bezoekers.
Na de muziek voor Star Wars, componeerde Williams de muziek voor de Spielberg-film Close Encounters of the Third Kind (1977), The Fury, Superman (1978) en Dracula (1979).

### Dirigent van de Boston Pops
Na het overlijden van Arthur Fiedler (1979), dirigent van het Boston Pops Orchestra, kwam het "Committee for the future of the Pops" samen om een nieuwe dirigent te zoeken die kon voortbouwen op de Fiedler-traditie en die dit beroemde symfonische orkest kon leiden. In de zomer van 1979 had men het aantal kanshebbers al verminderd tot vijf. Op 10 januari 1980 maakte het Symphony Management bekend dat gekozen was voor Williams, met wie een driejarig contract was gesloten. Williams was de negentiende dirigent van de Boston Pops. Alhoewel Arthur Fiedler een autoriteit was, werd Williams na zijn concert met het orkest op 22 januari 1980 zowel door publiek als door de critici met enthousiasme onthaald. John Rockwell van The New York Times, die vele mensen met zijn kritiek neerhaalde, schreef: "The crisply efficient performances he elicited from the orchestra suggested that the Pops chose wisely."
De jaren tachtig begonnen allerminst rustig: eerst de bekende muziek voor de Indiana Jonesfilm Raiders of the Lost Ark (1981), dan de Oscarwinnende muziek voor Spielbergs kaskraker E.T. the Extra-Terrestrial (1982). Verder waren er ook nog de muziek voor de Star Warssequels The Empire Strikes Back (1980) en Return of the Jedi (1983), de muziek voor Indiana Jones and the Temple of Doom (1984), The River (1984), The Accidental Tourist (1988), Always (1989), Presumed Innocent (1990), Home Alone (1990), Hook (1990), JFK (1991) en Far and Away (1992).
Verder componeerde hij nog de muziek voor Jurassic Park (1993) en Schindler's List (1993).

### Pensioen

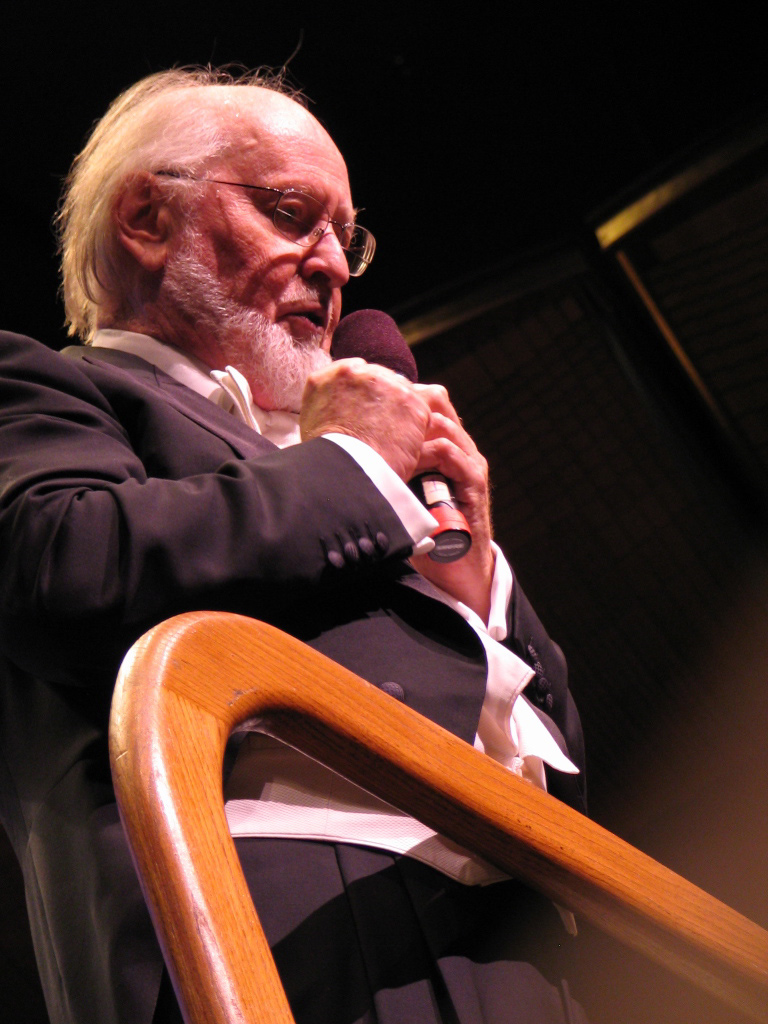
Williams bij de Avery Fisher Hall in 2007

Toen Williams in 1980 aangesteld werd als dirigent van het Boston Pops Orchestra, betrof het aanvankelijk een driejarig contract, maar dit werd telkens verlengd. Hij was gedurende twaalf jaar dirigent, tot hij in 1993, op zijn 61e, met pensioen ging.
Williams bleef componeren; onder andere voor Sydney Pollacks Sabrina (1995), Barry Levinsons Sleepers (1996), The Lost World: Jurassic Park (1997), Spielbergs vervolg op het recordverbrijzelende Jurassic Park, Jean-Jacques Annauds Seven Years in Tibet (1997), Steven Spielbergs werk over de negerslavernij Amistad (1997) en Saving Private Ryan (1998). Ook de nieuwe Star Warsfilms The Phantom Menace, Attack of the Clones en Revenge of the Sith (1999-2005), de eerste drie Harry Potter-films (2001-2004), Memoirs of a Geisha en Indiana Jones and the Kingdom of the Crystal Skull werden door hem van muziek voorzien. Zijn meest recente werk bevat onder meer Spielbergs The Adventures of Tintin (2011), War Horse (2011) en Lincoln (2012).
In een vroeg stadium van de productie van de nieuwe Star Wars-film, Star Wars: Episode VII, maakte regisseur J.J. Abrams bekend dat een terugkeer van John Williams naar Star Wars serieus in overweging genomen werd. In de zomer van 2013 werd bevestigd dat Williams inderdaad de muziek zou gaan verzorgen voor Episode VII.

### Persoonlijk
Zijn echtgenote Barbara Ruick (actrice/zangeres), met wie hij negentien jaar getrouwd was, stierf in 1974 aan hersenbloedingen. Williams trouwde een tweede maal op 9 juni 1980 in King's Chapel House in Boston met Samantha Winslow, een fotografe en binnenhuisarchitecte die hij in Hollywood al vijf jaar kende. Hoewel hij in Boston woont, houdt hij de banden met Los Angeles strak door zijn interesse in filmmuziek en omdat zijn familie er woont. Zijn zoons Joseph en Mark hebben er hun muzikale carrières.
Zoon Joseph is zanger van de groep Toto, waarin hij onder andere de hit Stop loving you zong. Samen met Mark schreef hij het nummer Home of the brave. Zijn dochter Jennifer heeft een dokterspraktijk. Nu hij met pensioen is, legt hij zich toe op zijn hobby's (golf, tennis, kamermuziek maken met vrienden), maar hij blijft ook werken.

## Bekende filmmuziek
- The Towering Inferno - 1974
- Jaws (1 en 2) - 1975 t/m 1978
- Midway - 1976
- Star Wars (1 t/m 9) - 1977 t/m 2019
- Close Encounters of the Third Kind - 1977
- Superman - 1978
- 1941 - 1979
- Indiana Jones (1 t/m 5) - 1981 t/m 2023
- E.T. the Extra-Terrestrial - 1982
- Born on the Fourth of July - 1989
- Always - 1989
- Presumed Innocent - 1990
- Home Alone (1 en 2) - 1990 t/m 1993
- Hook - 1991
- JFK - 1991
- Far and Away - 1992
- Jurassic Park (1 en 2) - 1993 t/m 1997
- Schindler's List - 1993
- Sleepers - 1996
- Seven Years in Tibet - 1997
- Saving Private Ryan - 1998
- Stepmom - 1998
- The Patriot - 2000
- A.I.: Artificial Intelligence - 2001
- Harry Potter (1 t/m 3) - 2001 t/m 2004
- Minority Report - 2002
- Catch Me If You Can - 2002
- The Terminal - 2004
- War of the Worlds - 2005
- Memoirs of a Geisha - 2005
- Munich - 2005
- The Adventures of Tintin: The Secret of the Unicorn - 2011
- War Horse - 2011
- Lincoln - 2012
- The Book Thief - 2013
- The BFG - 2016
- The Post - 2017
- The Fabelmans - 2022

## Ander werk
In 1951 schreef hij een pianosonate en begin de jaren zestig schreef hij muziek voor jazzcombo’s, dance bands en kleine symfonische ensembles.

Zijn essay voor strijkers werd in 1966 voor de eerste keer gespeeld door het Pittsburgh Symphony Orchestra. In datzelfde jaar schreef hij zijn Symphony No. 1.
In 1968 schreef hij een Sinfonietta voor harmonieorkest (blaasinstrumenten en slagwerk); verder componeerde hij concerti voor dwarsfluit, viool (deze werden opgenomen met het London Symphony Orchestra), hoorn, altviool, tuba en klarinet, alsook een musical (de enige in zijn oeuvre), Thomas and the King genaamd. Een celloconcerto ging in 1994 in première met Yo-Yo Ma en het Boston Symphony Orchestra, een fagotconcerto in 1995 met het New York Philharmonic en een trompetconcerto in 1996 met het Cleveland Symphony Orchestra.
Verder componeerde hij vele concertversies van zijn filmmuziek, en schreef hij lichte klassieke muziek en een tweede symfonie.
Williams leidde de concerttour van het Boston Pops Orchestra in de Verenigde Staten in 1985, 1989 en 1992 en de tours in Japan in 1987, 1990 en in 1993. Hij werd bovendien veel gevraagd als gastdirigent bij diverse grote orkesten.
Williams bewerkte het bekende Peter en de wolf van Prokofiev tot een voor kinderen beluisterbaar muziekstuk.
Hij werd gevraagd muziek te schrijven voor diverse speciale aangelegenheden. Zo schreef hij Liberty Fanfare naar aanleiding van de honderdste verjaardag van het Vrijheidsbeeld, We're looking good! voor de Special Olympics en het in Amerika bekende NBC Nieuwsthema The Mission. Hij werd ook gevraagd een thema voor de Olympische Spelen te schrijven. Zo componeerde hij in 1984 Olympic Fanfare and Theme voor de Olympische Spelen in Los Angeles, in 1988 Olympic Spirit, Summon the Heroes voor de Olympische Spelen in Atlanta en Call of the Champions voor de Olympische Winterspelen in Salt Lake City.
Ter gelegenheid van de inauguratie van Barack Obama schreef John Williams Air and Simple Gifts. Het werd op 20 januari 2009 uitgevoerd door Yo-Yo Ma (cello), Itzhak Perlman (viool), Gabriela Montero (piano) en Anthony McGill (klarinet).

## Hitlijsten

### Albums
| Album met eventuele hitnotering(en) in de Nederlandse Album Top 100 | Datum van verschijnen | Datum van binnenkomst | Hoogste positie | Aantal weken | Opmerkingen |
| ------------------------------------------------------------------- | --------------------- | --------------------- | --------------- | ------------ | ----------- |
| E.T. - The Extra-Terrestrial                                        | 1982                  | 12-02-1983            | 23              | 5            | soundtrack  |
| Schindler's List                                                    | 1994                  | 02-04-1994            | 26              | 24           | soundtrack  |
| Seven Years in Tibet                                                | 1997                  | 17-01-1998            | 82              | 3            | soundtrack  |
| Star Wars: Episode I - The Phantom Menace                           | 1999                  | 22-05-1999            | 40              | 14           | soundtrack  |
| Harry Potter and the Philosopher's Stone                            | 2001                  | 24-11-2001            | 97              | 2            | soundtrack  |
| Star Wars: Episode II - Attack of the Clones                        | 2002                  | 11-05-2002            | 68              | 5            | soundtrack  |
| Harry Potter and the Prisoner of Azkaban                            | 2004                  | 05-06-2004            | 94              | 1            | soundtrack  |
| Star Wars: Episode III - Revenge of the Sith                        | 2005                  | 07-05-2005            | 22              | 6            | soundtrack  |
| Star Wars: Episode VII - The Force Awakens                          | 2015                  | 26-12-2015            | 26              | 5            | soundtrack  |
| Star Wars: Episode VIII - The Last Jedi                             | 2017                  | 23-12-2017            | 44              | 1            | soundtrack  |
| Home Alone                                                          | 1990                  | 28-12-2024            | 38              | 1            | soundtrack  |

| Album met hitnotering(en) in de Vlaamse Ultratop 200 albums | Datum van verschijnen | Datum van binnenkomst | Hoogste positie | Aantal weken | Opmerkingen                                                |
| ----------------------------------------------------------- | --------------------- | --------------------- | --------------- | ------------ | ---------------------------------------------------------- |
| Star Wars: Episode I - The Phantom Menace                   | 1999                  | 29-05-1999            | 37              | 5            | soundtrack                                                 |
| Star Wars: Episode II - Attack of the Clones                | 2002                  | 01-06-2002            | 35              | 2            | soundtrack                                                 |
| Harry Potter and the Prisoner of Azkaban                    | 2004                  | 19-06-2004            | 84              | 2            | soundtrack                                                 |
| Star Wars: Episode III - Revenge of the Sith                | 2005                  | 07-05-2005            | 18              | 8            | soundtrack                                                 |
| Indiana Jones and the Kingdom of the Crystal Skull          | 2008                  | 31-05-2008            | 86              | 1            | soundtrack                                                 |
| Star Wars: Episode VII - The Force Awakens                  | 2015                  | 26-12-2015            | 19              | 14           | soundtrack                                                 |
| Star Wars - The Ultimate Soundtrack Collection              | 2016                  | 16-01-2016            | 140             | 1            | verzamelalbum                                              |
| The BFG                                                     | 2016                  | 09-07-2016            | 148             | 3            | soundtrack                                                 |
| Star Wars: Episode VI: Return of the Jedi                   | 1983                  | 18-03-2017            | 137             | 2            | soundtrack                                                 |
| John Williams & Steven Spielberg – The Ultimate Collection  | 2017                  | 25-03-2017            | 149             | 1            | verzamelalbum                                              |
| Star Wars: Episode VIII - The Last Jedi                     | 2017                  | 23-12-2017            | 37              | 5            | soundtrack                                                 |
| Solo: A Star Wars Story                                     | 2018                  | 02-06-2018            | 41              | 3            | met John Powell / soundtrack                               |
| Star Wars: Episode IX: The Rise of Skywalker                | 2019                  | 11-01-2020            | 52              | 3            | soundtrack                                                 |
| John Williams In Vienna                                     | 2020                  | 22-08-2020            | 80              | 3            | met Wiener Philharmoniker & Anne-Sophie Mutter / Livealbum |